# Fashion Row
Pour plus de détails, voir Fiche technique et Distribution.
Fashion Row est un film muet américain réalisé par Robert Z. Leonard, sorti en 1923.

## Synopsis
Deux sœurs fuient la Russie pendant la révolution et s'embarquent pour l'Amérique. L'une, Olga Farinova, déguisée en princesse, devient une actrice célèbre et épouse le fils d'un millionnaire. Olga répudie sa sœur, Zita, qui n'a aucune illusion sur sa vie passée ou sur sa pauvreté actuelle. Quand Olga est abattue par Kaminoff, un prétendant rejeté, Zita est adoptée par la famille du mari.

## Fiche technique
- Titre original : Fashion Row
- Réalisation : Robert Z. Leonard
- Scénario : Sada Cowan, Howard Higgin
- Direction artistique : Horace Jackson
- Photographie : Oliver T. Marsh
- Production : Robert Z. Leonard
- Société de production : Tiffany Productions
- Société de distribution : Metro Pictures
- Pays d'origine :  États-Unis
- Langue originale : anglais
- Format : Noir et blanc  — 35 mm — 1,33:1 — Film muet
- Genre : drame
- Durée : 70 minutes
- Dates de sortie : États-Unis : 3 décembre 1923

## Distribution
- Mae Murray : Olga Farinova / Zita Farinova
- Earle Foxe : James Morton
- Freeman Wood : Eric Van Corland
- Mathilde Brundage : Mme Van Corland
- Elmo Lincoln : Kaminoff
- Sidney Franklin : Papa Levitzky
- Rosa Rosanova : Mama Levitzky